# Bibiche Kabamba
Bibiche Kabamba, née le 15 juillet 1981, est une joueuse congolaise de handball. Elle joue pour le club Héritage Kinshasa et en RD Congo. Elle a représenté la RD Congo au Championnat du monde féminin de handball 2013 en Serbie  où la RD Congo s'est classée 20e. 